# Berliner Maler der Trichter-Gruppe

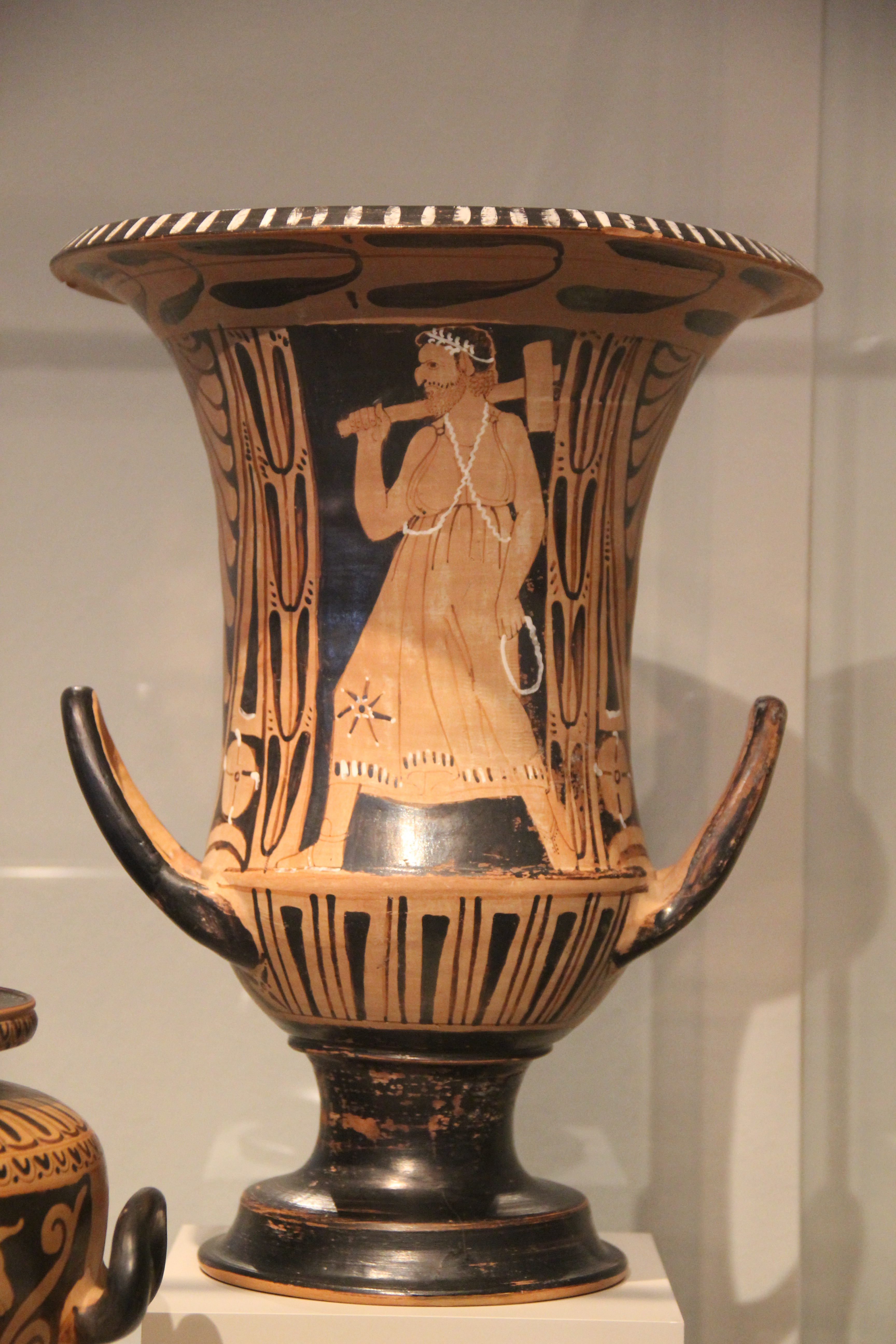
Der namengebende Kelchkrater (Berlin, Antikensammlung)

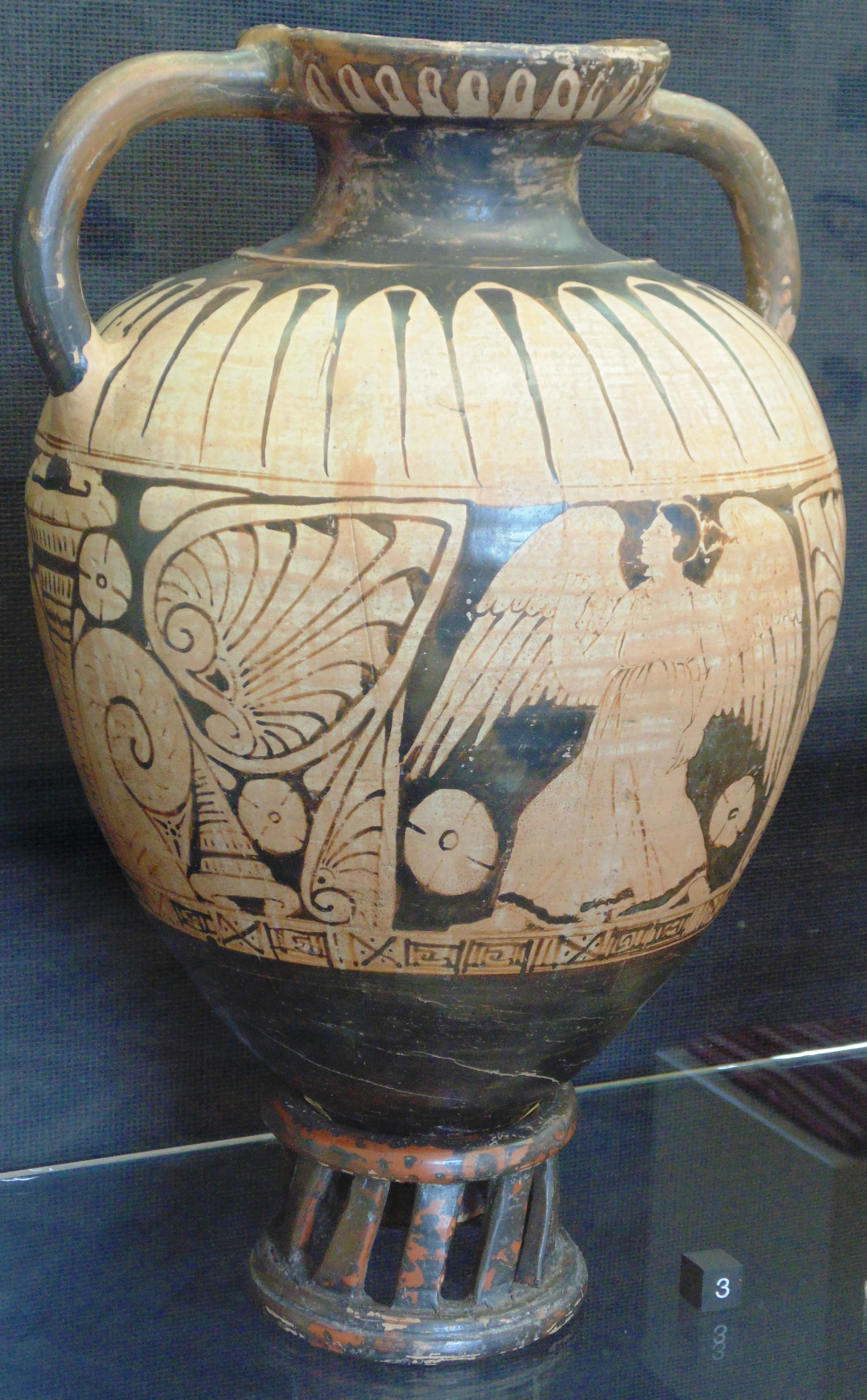
Spitzamphora mit zugehörigem antikem Ständer (Mainz, Römisch-Germanisches Zentralmuseum)

Der Berliner Maler der Trichter-Gruppe  (englisch Berlin Funnel Group Painter, tätig zwischen 325 und 300 v. Chr.) war ein etruskischer Vasenmaler der wahrscheinlich in Tarquinia oder Cerveteri tätigen Trichter-Gruppe (englisch Funnel Group), die dem etruskisch-rotfigurigen Stil angehört. Innerhalb der Gruppe gilt er als „einer der führenden Maler“. Seinen Notnamen erhielt er nach einem Kelchkrater in der Antikensammlung Berlin, der auf der einen Seite Charun, auf der anderen eine Mänade(?) zeigt. Unter dem Bildfeld läuft ein Dekorfries mit trichterförmigem Zungenmuster um den Krater herum. Diesem „Trichter“-Muster verdankt die Malergruppe ihren Namen. Jedoch tragen nicht alle ihr zuzuschreibenden Vasen das charakteristische Muster.
Dem Maler werden weitere Vasen zugeschrieben, unter anderem ein Volutenkrater und eine Spitzamphora im Besitz des Römisch-Germanischen Zentralmuseums in Mainz. Der Krater zeigt in einem Bildstreifen, der sich rund um den Gefäßkörper zieht, vier Szenen: Ein bärtiger Mann bedroht eine Frau, die an einem Athenabild (Palladion) Schutz sucht, und ein geflügelter Jüngling fällt dem Angreifer in den Schwertarm; eine Amazone sticht mit einer Lanze auf einen gestürzten Griechen ein; ein jugendlicher Grieche holt mit dem Schwert gegen eine gestürzte Amazone aus; zwei Jünglinge mit Lanze und Schild füllen den verbliebenen Raum. Zwischen den Szenen stehen drei gliedernde Bäume. – Auf der Spitzamphora sind auf der einen Seite eine junge, auf einem Schwan reitende Frau (eine Mänade oder vielleicht Aphrodite), auf der anderen eine nach links laufende Frau mit ausgebreiteten Flügeln (eine Lasa oder vielleicht eine Nike) dargestellt.